# Проспект (Аделаида)

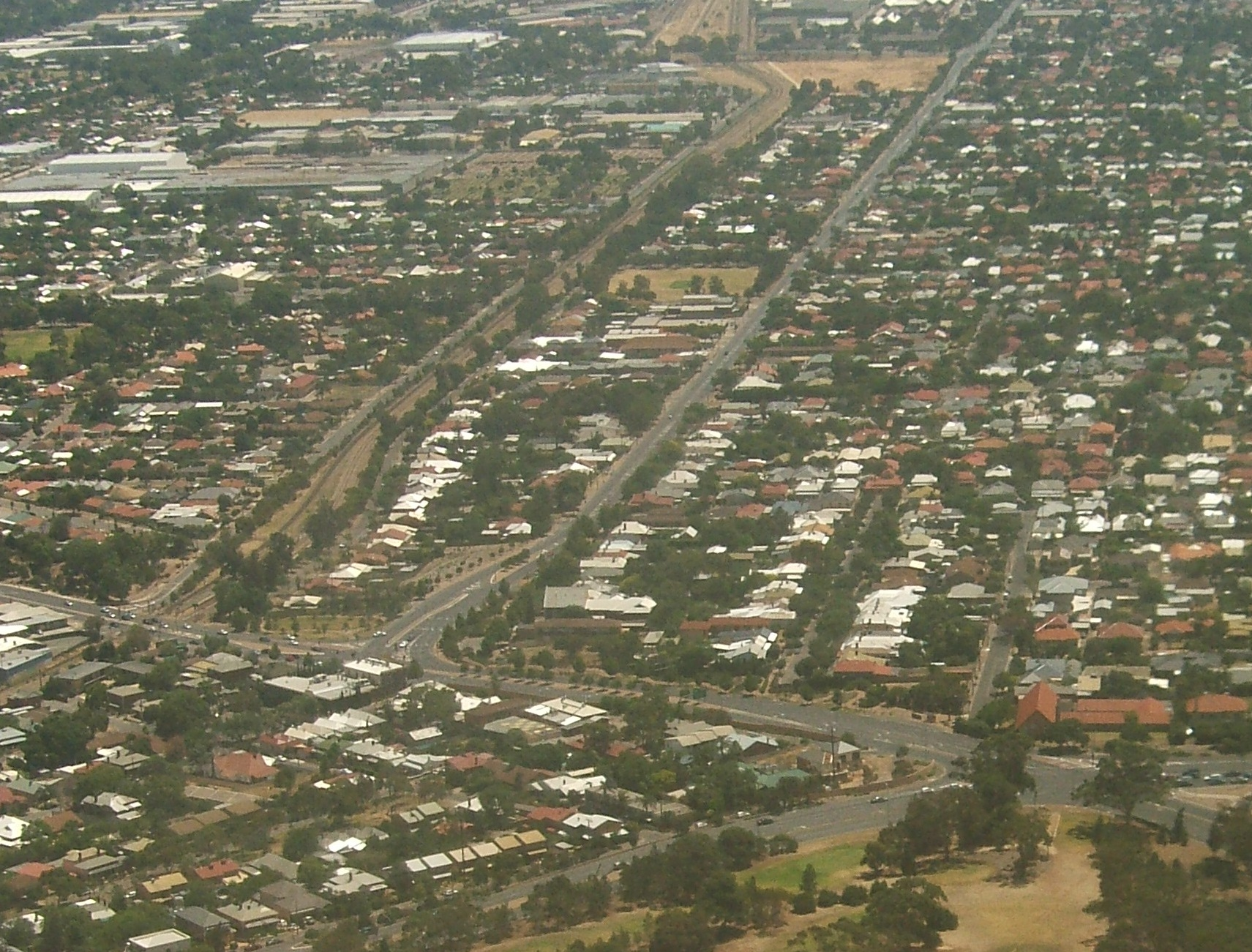
Вид на Проспект

Проспект (Prospect) — это внутренний северный пригород Большой Аделаиды, расположенный в 5 км к северу от центра города. Он является административным центром района City of Prospect, занимая около 71 % его территории.
Проспект граничит с такими пригородами, как Килберн (Kilburn), Фицрой (Fitzroy), Мединди (Medindie) и Девон-Парк (Devon Park). Границы района проходят по Main North Road на востоке, Carter Street, Audley Avenue и Avenue Road на юге, железнодорожной линии Gawler на западе и линии в 400 м севернее Regency Road (Livingstone Avenue, Angwin Avenue и Henrietta Street) на севере.

## История
Основание Проспекта связано с именем Джона Брэдфорда, получившего земельный участок (секция 373) в 1838 году. Он разделил его на небольшие наделы, а живописные виды на равнины Аделаиды и парковые зоны с эвкалиптами и акациями вдохновили название «Prospect Village» («деревня с прекрасным видом»). Это название предложил полковник Уильям Лайт вскоре после колонизации Южной Австралии.
В 1872 году была официально учреждена City of Prospect, а в 1944 году совет района утвердил название «Prospect» для самого пригорода.
Первый почтовый офис в Проспекте открылся около 1861 года, но вскоре закрылся. В 1874 году почтовое отделение Нейлсворта (Nailsworth) было переименовано в Prospect и работает до сих пор.

## Исторические районы
В прошлом территория современного Проспекта делилась на несколько локальных зон:
- Prospect Estate, Highbury и Dudley Park — к западу от Prospect Road.
- Blair Athol, Prospect Park, Prospect Hill, St Johns Wood — к востоку от Prospect Road.

Некоторые старые названия, такие как Little Adelaide, Prospect West, Prospect North, Reepham и Sleaford, сохранились только в исторических документах.

## Архитектура и достопримечательности
Одним из знаковых зданий Проспекта является Audley House — викторианский особняк, построенный в 1885 году на Prospect Road.

## Парки и зелёные зоны
- Soldier’s Memorial Gardens — крупнейший парк с детскими площадками, теннисными кортами и общественным садом[3][4].
- St Helens Park — популярное место для пикников с розариями и игровыми зонами[5].
- Barker Garden — известен своими арками, розами и рождественскими огнями[6].

Также в пригороде находится Prospect Oval — спортивный стадион на Menzies Crescent.

## Образование
В Проспекте расположены несколько школ:
- Rosary School (католическая начальная школа).
- Prospect Primary School и Prospect North Primary School (государственные начальные школы).
- Blackfriars Priory School (католическая школа для мальчиков).
- Prescott College (адвентистская школа).